# Dagoberto Moll
Dagoberto Moll Sequeira (né le 22 juillet 1927 à Montevideo) est un footballeur uruguayen reconverti par la suite en entraîneur.

## Biographie
Dagoberto Moll est connu pour avoir fait partie de la fameuse attaque du Deportivo La Corogne surnommée Orquesta Canaro, avec Corcuera, Oswaldo, Rafael Franco et Tino.
En 1954, le FC Barcelone paie 500 000 pesetas pour recruter deux joueurs du Deportivo La Corogne : Luis Suárez (futur Ballon d'or) et Dagoberto Moll alors âgé de 27 ans. Moll ne reste qu'une saison au Barça et il rejoint l'Espanyol de Barcelone en 1955.
Il joue ensuite avec CD Condal, le Celta Vigo, Elche CF et Albacete Balompié. Après sa carrière de footballeur, il devient entraîneur d'équipes comme SD Compostela, Girona, L'Hospitalet, CD Tenerife ou Levante UD.
Dagoberto Moll a été six fois international avec l'Uruguay, dont cinq fois remplaçant, au cours du Championnat sud-américain de football de 1949.